# João Ernesto Viriato de Medeiros
João Ernesto Viriato de Medeiros (Sobral, 23 de junho de 1823 — Rio de Janeiro, 27 de junho de 1900) foi engenheiro, militar e político brasileiro. Foi deputado geral e senador do Império do Brasil de 1882 a 1889.

## Biografia
Era o segundo filho do coronel Antônio Viriato de Medeiros, oriundo da Paraíba, e de Maria Jerônima Figueira de Melo, irmã do conselheiro Jerônimo Martiniano Figueira de Melo e de João Capistrano Bandeira de Melo. Eram ambos casados pela segunda vez. Antônio Viriato era viúvo de Rita de Castro, e Maria Jerônima, de Vicente de Castro e Silva. Tanto Rita quanto Vicente eram filhos de Antônio José de Castro e Silva, capitão-mor de Fortaleza, o qual também era sogro do coronel Joaquim José Barbosa. O coronel Vicente de Castro teve morte trágica, assassinado em 1822. Sobre isto, escreveu o gen. Wicar Parente de Paula Pessoa (pai do ex-deputado Euclides Wicar), que era contraparente dos Castro e Silva, em artigo para a revista do Instituto do Ceará, em 1976:
O Capitão-Mor Antônio José de Castro e Silva faleceu em 31 de agosto de 1817, deixando a liderança dos Castro e Silva, na ribeira do Acaraú, ao seu filho Cel. Vicente de Castro e Silva e ao seu genro Capitão-Mor Joaquim José Barbosa, fortes comerciantes em Sobral. [...] Depois da morte do Capitão-Mor Antônio José de Castro e Silva, o Padre Francisco Gomes Parente, vigário colado de Santa Quitéria, político evidente, desencaminhou a jovem Isabel da Hungria de Castro e Silva. [...] O procedimento do Padre Francisco molestou à família Castro e Silva. De um choque entre o Cel. Vicente de Castro e Silva e meu terceiro avô Cel. Diogo Gomes Parente, irmão do virtuoso Padre, resultou a morte do Cel. Vicente de Castro e Silva. Esse funesto acontecimento motivou a retirada de Sobral dos Castros e Silva, com exceção da família Saboia e dos filhos do Cel. Antônio Viriato de Medeiros, já viúvo de Rita de Castro e Silva...
Eram irmãos de João Ernesto José Gonçalves Viriato de Medeiros e Trajano Viriato de Medeiros, dentre outros. Era também meio-irmão, pelo lado materno do coronel Francisco Frederico Figueira de Melo, destacado na Guerra da Tríplice Aliança.
Doutor em Matemática pela antiga Academia Militar e formado em Engenharia. Aos seus esforços, aliados aos de José Júlio de Albuquerque Barros, o barão de Sobral, deve-se a construção da Estrada de Ferro Camocim-Sobral, perante o ministério Sinimbu. Considerado técnico de respaldo em questão de ferrovias, foi contratado para dirigir a Estrada de Ferro Pedro II, concernente ao que foi encarregado de diversas comissões na Europa e nos Estados Unidos.
Em política, foi membro ativo do Partido Liberal. Eleito deputado, representou o Ceará na câmara temporária (constituinte). Em 8 de março de 1879, tendo o Senado anulado a eleição procedida no ano anterior para as vagas dos finados Pompeu e Figueira de Melo, ficaram sem efeito as cartas imperiais de 8 de fevereiro do dito ano, que nomearam senadores Viriato de Medeiros e José Liberato Barroso. O motivo alegado era o estado anormal da província por causa da seca. Cessada a causa, que justificava o adiamento da eleição para os referidos lugares que já então eram três, em consequência do falecimento de Paula Pessoa, procedeu-se a segunda eleição, em 4 de janeiro de 1880, e em virtude dela foram escolhidos senadores Viriato, Vicente Alves e Castro Carreira, que tomaram assento em janeiro de 1882. Com o advento da República, retirou-se da vida pública. Faleceu aos 76 anos no Rio de Janeiro.